# 셰이크 디아바테
셰이크 티디안 디아바테(Cheick Tidiane Diabaté, 1988년 4월 25일 ~ )는 말리 태생의 축구 선수로 현재 공격수로 활약 중이다.

## 선수 경력

### 클럽
2008년 프랑스 리그앙의 지롱댕 드 보르도 소속으로 프로 무대에 데뷔하자마자 프랑스 리그되의 AC 아작시오로 임대 이적하여 30경기 14골을 터뜨리며 잠재력을 인정받았고 2009년 AS 낭시로 임대 이적했으나 3경기 출장에 그친 뒤 2010-11 시즌을 앞두고 3시즌만에 보르도로 복귀하여 2015-16 시즌까지 팀의 주축 공격수로 152경기 66골을 작렬시켰고 특히 쿠프 드 프랑스 2012-13 시즌에서는 6골로 득점왕에 오르며 팀에 26년만의 통산 4번째 프랑스컵 우승 트로피를 선물했다.
그 후 2016-17 시즌을 앞두고 튀르키예 쉬페르리그의 앙카라스포르로 이적했지만 2016-17 시즌 16경기 출장에 그쳤고 시즌 중반 프랑스 1부 리그의 FC 메스로 임대 이적을 떠나 2016-17 시즌 리그 14경기 8골을 터뜨린 뒤 2017-18 시즌이 진행 중이던 2018년 1월 이탈리아 세리에 A의 베네벤토 칼초로 4번째 임대 이적하여 리그 11경기 8골을 작렬시켰다.
이후 2018년 9월 18일 UAE 프로리그의 에미리트 클럽으로 이적하여 2018-19 시즌 22경기 14골을 터뜨리는 맹활약을 펼쳤으나 팀의 차기 시즌 2부 리그 강등을 막지 못했고 2019년 7월 9일 이란 1부 리그의 강호이자 페르세폴리스 FC의 라이벌팀인 에스테글랄 FC로 이적 후 46경기 27골을 터뜨리며 팀의 2019-20 시즌 리그 준우승, 2021년 AFC 챔피언스리그 본선 진출, 하즈피 컵 2회 연속 준우승(2019-20, 2020-21)을 이끌어냈고 2019-20 시즌 이란 1부 리그 득점왕(30경기 15골) 타이틀까지 거머쥐는 등 2020-21 시즌까지 에스테글랄의 주축 공격수로 활약을 펼쳤으며 2020-21 시즌을 마친 뒤 카타르 스타스 리그의 알가라파 SC로 이적을 확정지었다.

### 국가대표팀
말리 U-17 대표팀 일원으로 2005년 아프리카 U-17 축구 선수권 대회에 참가하여 A조 조별리그 3경기 연속 득점을 기록했으나 팀은 1승 2패·A조 3위에 머무르며 4강 진출 및 2005년 FIFA U-17 월드컵 본선 진출이 좌절되었다.
그 뒤 같은 해 6월 5일 말리 성인대표팀 소속으로 라이베리아와의 2006년 FIFA 월드컵 아프리카 지역 예선 2라운드 1조 7차전에서 국제 A매치 데뷔전을 치러 팀의 4-1 승리에 일조했고 2008년 11월 18일 알제리와의 친선 경기에서 A매치 데뷔골을 터뜨리며 1-1 무승부를 이끌었다.
이후 2012년 아프리카 네이션스컵 예선과 2013년 아프리카 네이션스컵 예선 8경기에서 6골을 터뜨리며 팀의 아프리카 네이션스컵 4회 연속 본선 진출을 이끌었고 2012년 아프리카 네이션스컵과 2013년 아프리카 네이션스컵 본선에서도 팀의 주축 공격수로 맹활약하며 팀을 2회 연속 대회 3위에 올려놓았으며 이 가운데 팀이 2004년 이후 8년만에 대회 4강에 올랐던 2012년 대회에서 3골을 터뜨려 대회 공동 득점왕에 오르는 기염을 토했다.